# رينولد كرون
رينولد كرون (بالألمانية: Reinhold Krohn)‏ (و. 1852 – 1932 م) هو مهندس، وأستاذ جامعي، وسياسي ألماني، ولد في هامبورغ، توفي في غدانسك، عن عمر يناهز 80 عاماً.

## مناصب
تولى منصب عضو مجلس النواب البروسي اللوردات
.

## جوائز
حصل على جوائز منها:

وسام النسر الأحمر الدرجة الثالثة